# چلچله رودخانه‌ای آفریقایی
چلچله رودخانه‌ای آفریقایی (نام علمی: Pseudochelidon eurystomina) نام یک گونه از سرده چلچله‌های رودخانه‌ای است.